# Ausbildung und Arbeit mit Behinderung

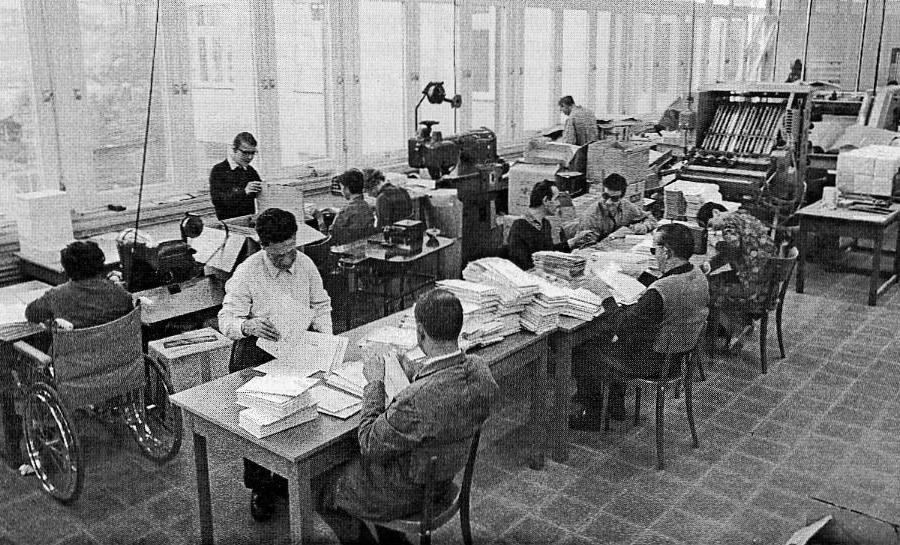
Behindertenwerkstatt in La Chaux-de-Fonds 1967

Das Thema Ausbildung und Arbeit mit Behinderung behandelt die Frage, welche Chancen Menschen mit Behinderung bei Versuchen haben bzw. haben sollten, einen Ausbildungsplatz oder einen Arbeitsplatz, möglichst auf dem allgemeinen Arbeitsmarkt, zu erhalten und zu behalten. In einem weiteren Sinn geht es um die Frage, welche Chancen behinderte Menschen, denen eine Erwerbsunfähigkeit bescheinigt wurde, haben bzw. haben sollten, eine Beschäftigung auf dem allgemeinen Arbeitsmarkt zu erhalten. Anders formuliert: Bei dem Thema geht es um die Teilhabe von Arbeitnehmern, Erwerbslosen sowie arbeitnehmerähnlichen Personen mit Behinderung an der Arbeitswelt. Dem Thema kommt im Rahmen der Forderung nach einer inklusiven Arbeitswelt eine große Bedeutung zu.

## Definitionen

### Ausbildung, Arbeit und Erwerbsarbeit
In Ländern mit einem Berufsausbildungssystem, das dem deutschen ähnelt, sind eine abgeschlossene Berufsausbildung oder ein abgeschlossenes Studium (eventuell mit einer weiteren Ausbildungsphase) eine notwendige Voraussetzung, um als vollqualifizierte Arbeitskraft in einem Beruf tätig sein zu können. An die Phase der Qualifizierung für einen Beruf schließt sich eine lange Phase der Erwerbstätigkeit an. Erwerbstätigkeit ist kein Synonym für Arbeit, da Erwerbstätigkeit dem Hauptzweck dient, die Grundlage für ein wirtschaftlich selbstständiges Leben zu bilden (als zumeist notwendige, wenn auch nicht immer hinreichende Voraussetzung hierfür). Erwerbstätige erhalten für ihre Arbeit stets ein Entgelt. Daneben gibt es auch Formen der Arbeit, die nicht (in erster Linie) der Sicherung des eigenen Lebensunterhalts dienen und deshalb oft sogar ohne Entgelt geleistet werden.
Eine solche Differenzierung nimmt das Übereinkommen über die Rechte von Menschen mit Behinderungen der Vereinten Nationen (auch UN-Behindertenrechtskonvention genannt) nicht vor. Von der UN-Konvention ist die Forderung der Bundesvereinigung Lebenshilfe inspiriert, wonach „[a]uch Menschen mit hohem Unterstützungsbedarf […] Zugang zu Leistungen zur Teilhabe am Arbeitsleben haben“ müssten, und zwar sogar dann, wenn sie nicht „[d]as Mindestmaß wirtschaftlich verwertbarer Arbeit“ (§ 219 Abs. 2 SGB IX) erreichen, das zurzeit Voraussetzung für die Beschäftigung in einer Werkstatt für behinderte Menschen in Deutschland ist. Die „Lebenshilfe Hannover“ spricht im Hinblick auf die Tätigkeit der in ihrer Tagesförderstätte betreuten Menschen mit Behinderung davon, dass diese „arbeitsweltbezogene, sinnstiftende Aufgaben aus[…]führen“.
Durch ihre Definition des Begriffs inklusiver Arbeitsmarkt wiederum („Arbeitsmärkte sind inklusiv, wenn alle Menschen im erwerbsfähigen Alter, insbesondere gefährdete und benachteiligte Menschen, eine hochwertige, bezahlte Beschäftigung ausüben können.“) dehnt die Europäische Kommission die Förderbedürftigkeit auf einige Gruppen von Menschen ohne anerkannte Schwerbehinderung aus und erhebt, anders formuliert, einen Anspruch aller Menschen im erwerbsfähigen Alter auf „Gute Arbeit“.

### Behinderung
Der Begriff Behinderung wird im Übereinkommen über die Rechte von Menschen mit Behinderungen der Vereinten Nationen (auch UN-Behindertenrechtskonvention genannt) in Art. 1 völkerrechtlich verbindlich definiert:
Zu den Menschen mit Behinderungen zählen Menschen, die langfristige körperliche, seelische, geistige oder Sinnesbeeinträchtigungen haben, welche sie in Wechselwirkung mit verschiedenen Barrieren an der vollen, wirksamen und gleichberechtigten Teilhabe an der Gesellschaft hindern können.
Diese Definition verbindet Aussagen des medizinischen (im Deutschen: „behindert sein“) mit solchen des sozialen Modells von Behinderung (im Deutschen: „behindert werden“).
Zusätzlich zu den in Art. 1 der UN-Konvention genannten Behinderungsformen gelten oft auch innere Erkrankungen mit Behinderungsqualität sowie die Lernbehinderung als Arten der Behinderung. Allerdings ist die Diagnose „Lernbehinderung“ umstritten. Der Begriff wird im deutschen Sozialrecht aktuell noch in § 19 Abs. 1 SGB III benutzt, durch den zum Kreis derjenigen, die „wegen Art oder Schwere ihrer Behinderung […] nicht nur vorübergehend wesentlich gemindert sind und die deshalb Hilfen zur Teilhabe am Arbeitsleben benötigen“, ausdrücklich auch „Menschen mit Lernbehinderungen“ zählen.
Eine Ratgeberseite für Mitarbeiter in der Altenpflege listet eine Vielzahl von Krankheiten und physiologisch erklärbaren Störungen auf, denen die Qualität einer Behinderung zuerkannt wurde, und gibt gleichzeitig an, welchen Grad der Behinderung der von diesen Diagnosen Betroffene in Deutschland amtlich bescheinigt bekommen kann. Ab einem Grad der Behinderung von 50 gilt der betroffene Mensch als „schwerbehindert“

### Teilhabe
Nach Alexander Kühn und Maike Rüter definiert sich jeder Mensch im erwerbsfähigen Alter über die Art der Erwerbstätigkeit, der er nachgeht, denn die Anerkennung von Menschen in der Gesellschaft hänge stark von ihrem Berufsstatus ab.
Die Teilhabe aller Arten von behinderten Menschen am Arbeitsleben ist nach Georg Theunissen eine der Voraussetzungen für eine inklusive Gesellschaft. Menschen mit Behinderungen sollen als Arbeitnehmer mit allen Rechten und Pflichten am allgemeinen Arbeitsmarkt tätig sein können. Das „Recht auf Teilhabe am Arbeitsleben“ wird hier als dauerhaftes Merkmal eines inklusiven Arbeitsmarkts verstanden. In diesem Sinn definiert das Bayerische Staatsministerium für Familie, Arbeit und Soziales inklusives Arbeiten mit den Worten: „Menschen mit Behinderung haben dieselben Chancen auf dem ersten Arbeitsmarkt wie andere Jobsuchende.“
Im Gegensatz dazu steht die Definition, der zufolge der Begriff „Teilhabe am Arbeitsleben“ für die Gesamtheit der „Reha-Maßnahmen steht, die die Arbeits- und Berufstätigkeit von Menschen mit Krankheiten und/oder Behinderungen fördern“.

## Rechtliche Grundlagen der Teilhabe am Arbeitsleben
Die zentrale, alle Unterzeichnerstaaten bindende rechtliche Grundlage für das Recht auf Teilhabe am Arbeitsleben bildet das Übereinkommen über die Rechte von Menschen mit Behinderungen. Dessen Artikel 27 erklärt das Recht auf Arbeit zu einem Menschenrecht, das auch für Menschen mit Behinderung gelte. Die UN-Konvention verpflichtet die Unterzeichnerstaaten dazu, diesen Gedanken in ihrem nationalen Recht und in der Praxis zu berücksichtigen. Demnach müssen Menschen mit Behinderung die Möglichkeit erhalten, den eigenen Lebensunterhalt durch eine Arbeit zu verdienen, die sie frei wählen oder frei annehmen können müssen. Ebenfalls in der UN-Konvention ist ein Diskriminierungsverbot normiert. Dieses soll Regierungen und private Arbeitgeber dazu veranlassen, in ihrem Handeln dem Prinzip der Chancengleichheit zu folgen und Menschen mit Behinderung Arbeitsmarktchancen zu eröffnen, die tatsächlich von mehr als nur einer kleinen Minderheit verwirklicht werden können. Diese Forderungen stehen in einem Widerspruch zur Realität, in der viele Akteure auf dem allgemeinen Arbeitsmarkt sich der Forderung verschließen, einen Beitrag zur Inklusion dieser Personengruppe zu leisten.
Auf nationaler Ebene normieren die jeweilige Verfassung des Landes und dessen Einzelgesetze (vor allem das Arbeits- und das Sozialrecht sowie die Ausführungsbestimmungen zu den einschlägigen Gesetzen) die Rechtslage und die gesellschaftliche Realität von Menschen mit Behinderung.

## Historischer Hintergrund
Anfang des 20. Jahrhunderts konzentrierte sich die Forschung darauf, die Ursachen und Entstehung von Behinderung zu erklären. Durch den wirtschaftlichen Aufschwung drehte sich in staatlichen Einrichtungen alles um Leistungsfähigkeit und nutzbringende Erwerbsarbeit. Es wurden Maßnahmenkataloge entwickelt, um Menschen mit Behinderung in den Arbeitsmarkt zu integrieren. Kinder mit Behinderung durften erstmals eine Schule besuchen, aber streng getrennt von „normalen“ Kindern. Die Zeit der NS-Diktatur brachte einen großen Rückschritt im Umgang mit behinderten Menschen mit sich. In den Konzentrationslagern, aber auch in Krankenhäusern wurden abscheuliche und menschenverachtende Versuche mit behinderten Menschen durchgeführt. Menschen mit Behinderung galten als nicht lebenswertes Leben und wurden im Rahmen des Euthanasieprogramms zwangssterilisiert und getötet. In der Nachkriegszeit wurden die während der NS-Zeit durchgeführten Zwangssterilisationen für Menschen mit Behinderungen abgeschafft. 1948 wurde die „Allgemeine Erklärung der Menschenrechte“ deklariert, die aber Menschen mit Behinderung nicht einschloss.
Virulent wurde die Frage, was mit behindert gewordenen Erwachsenen geschehen solle, ab dem Ersten Weltkrieg. Millionen Soldaten weltweit wurden zu „Kriegsbeschädigten“ (damals üblicher Sprachgebrauch). Der Staat als Verursacher der Behinderung wurde allgemein als verantwortlich für die Finanzierung der bei den Menschen angerichteten Schäden und die Ermöglichung einer Erwerbstätigkeit trotz Behinderung betrachtet.
In den vergangenen hundert Jahren erlebten Menschen mit Behinderungen, wie schon lange Zeit zuvor, weiter soziale Segregation, indem sie in speziellen Einrichtungen wie Anstalten, Heimen, Sonderschulen oder Werkstätten für Menschen mit Behinderungen untergebracht wurden. Vielen Menschen mit Behinderungen wurde dadurch der Zugang zum selbstbestimmten Wohnen, zu Regelschulen und zum allgemeinen Arbeitsmarkt verwehrt.
Laut Swantje Köbsell entwickelte sich um 1970 im deutschsprachigen Raum die Auffassung, dass Menschen mit Behinderung nicht nur in der Ausbildung und bei der Arbeit diskriminiert würden, was einen Verstoß gegen das Benachteiligungsverbot darstelle. Menschen mit Behinderungen sollten mehr in die Gesellschaft integriert und durch sonder- und heilpädagogische Maßnahmen an „normale“ Lebensbedingungen herangeführt werden. Dadurch verbesserte sich die Situation vieler Menschen mit leichteren Behinderungen, jedoch blieben Themen wie „Partizipation“ und „selbstbestimmte Lebensführung“ größtenteils unbeachtet, und Menschen mit komplexeren Behinderungen konnten nicht von dieser Reform profitieren.
Laut Georg Theunissen hat ein Umdenken hin zur Integration dazu geführt, dass Behinderung nicht mehr nur als Krankheitskategorie, sondern auch als gesellschaftliches Problem betrachtet werde. Ebenso schreibt er, dass dieser Schritt die Voraussetzung für die Entwicklung zu einem „Leben in gesellschaftlicher Inklusion“ bilde.
Theunissen zufolge werden seit ca. 1980 im europäischen Raum Anstrengungen unternommen, Menschen mit Behinderungen berufliche Bildung und einen Zugang zum allgemeinen Arbeitsmarkt zu ermöglichen. Seit dem Übereinkommen über die Rechte von Menschen mit Behinderungen der UN werden zusätzlich zu den Angeboten im Rahmen der beruflichen Bildung, Integration und Rehabilitation verschiedene Formen einer unterstützten Beschäftigung (supported employment) priorisiert. Bei der tatsächlichen Umsetzung kommt den nordischen Ländern eine Vorreiterrolle zu, ist Theunissen überzeugt. In vielen anderen europäischen Ländern stellt sich die aktuelle Lage als äußerst unzufriedenstellend dar. Immer noch gelten insbesondere Menschen mit kognitiven Behinderungen als kaum vermittelbar. Für Menschen mit komplexen Behinderungen ist die Aufnahme am zweiten Arbeitsmarkt vielerorts nicht gesichert.
Für die Gruppen der Menschen mit geistiger Beeinträchtigung, Lernbeeinträchtigung oder psychischer Beeinträchtigung sagt Dietrich Engels voraus, dass steigende Anforderungen an Qualifikation und Konzentrationsfähigkeit im Prozess der Digitalisierung zur „Exklusion aus dem allgemeinen Arbeitsmarkt“ führen würden. Für andere Gruppen von Menschen mit Behinderung werde es zwar auch (wie für Menschen mit geringer Qualifikation ohne Behindertenstatus) einen Wegfall bestimmter Arbeitsplätze geben, aber ihnen böten sich auch neue Chancen auf dem Arbeitsmarkt.

## Stand der Umsetzung der Vorgaben der UN-Konvention
Da es in vielen Ländern eine Unterscheidung zwischen erwerbsfähigen und nicht-erwerbsfähigen Menschen (mit anerkanntem und ohne anerkannten Behindertenstatus) gibt, ist es wichtig, vor einem Vergleich der Verhältnisse in (europäischen) Staaten zu analysieren, wo in dem jeweiligen Staat die Grenze zwischen den Menschen mit und ohne Erwerbsfähigkeit verläuft. Regina Kohne-Seidl stellte z. B. in ihrem „Kurzbericht“ für das Institut für Arbeitsmarkt- und Berufsforschung (IAB) 2016 fest, dass „die Wahrscheinlichkeit, dass ein gesundheitlich Beeinträchtigter zu den Langzeiterwerbslosen zählt, […] in Deutschland höher als in den Vergleichsländern“ sei. Das habe 2016 daran gelegen, dass „[a]lle Bezieher von Arbeitslosengeld II, darunter auch Personen mit gesundheitlichen und sozialen Einschränkungen, […] hierzulande per Definition grundsätzlich erwerbsfähig“ seien, „also dem Arbeitsmarkt prinzipiell zur Verfügung“ stünden. „In den Vergleichsländern“, so Kohne-Seidl weiter, „werden diese Personengruppen eher als erwerbsgemindert oder gar erwerbsunfähig eingestuft und müssen dem Arbeitsmarkt grundsätzlich nicht bzw. nur eingeschränkt zur Verfügung stehen“.

### Deutschsprachiger Raum

#### Deutschland

##### Statistische Daten über Menschen mit Behinderung
In Deutschland gab es im Juni 2022 7,8 Millionen schwerbehinderte Menschen. 9,4 % der Menschen in Deutschland gelten als schwerbehindert. Davon haben 53 % eine Körperbehinderung, 20 % eine psychische Behinderung oder Suchterkrankung, 7 % eine „geistige Behinderung“ oder „Lernbehinderung“, 4 % eine Sprach- oder Hörbehinderung, und 3 % sind blind oder haben eine Sehbehinderung.  Die Quote steigt mit zunehmendem Alter an; bei den über 64-Jährigen beträgt sie 24,7 %. Laut dem Mikrozensus 2017 gab es in diesem Jahr 3,1 Millionen schwerbehinderte Menschen im Alter von 15 bis unter 65 Jahren.
Ihre Erwerbsquote betrug 49,0 Prozent. Die Erwerbsquote schwerbehinderter Menschen hat sich zwischen 2005 und 2017 zwar erhöht (2005: 41,6 Prozent). Sie bleibt aber weiterhin deutlich geringer als die Erwerbsquote der Bevölkerung insgesamt (2017: 78,2 Prozent). Seit 2014 beträgt die Zahl erwerbstätiger Arbeitnehmer mit Behinderung konstant über 1 Million. Der Anteil von Erwerbstätigen mit Behinderung an der Gesamtzahl aller Erwerbstätigen beträgt in Deutschland konstant 4,6 %. Während der öffentliche Dienst mit einer Quote von 6,3 % die Vorgabe der Ausgleichsabgabenregelung (5 % quotierte Arbeitsplätze für Menschen mit Behinderung) übererfüllt, besetzen Betriebe der Privatwirtschaft nur 4,1 % ihrer Arbeitsplätze mit Menschen mit Behinderung. Nur bei den bis zu 55 Jahre alten Menschen mit Behinderung sank zwischen 2007 und 2019 die Zahl der Arbeitslosen. Bei Älteren nahm sie um 71,6 % zu.
Die Arbeitsforscher Matthias Knuth und Thomas Tenambergen listeten 2015 auf, welchen Erwerbsstatus Menschen mit Schwerbehinderung in Deutschland innehatten. Im Jahr 2014 gab es demnach 3.300.000 schwerbehinderte Menschen im Alter von 15 bis unter 65 Jahren. Von diesen waren 1.125.000 sozialversicherungspflichtig beschäftigt, 181.000 arbeitslos sowie 1.985.000 „Nichterwerbspersonen“. Zur Menge der „Nichterwerbspersonen“ gehören 303.000 Beschäftigte in Werkstätten für behinderte Menschen.

##### Konkurrierende Rechtsnormen
Die UN-Behindertenrechtskonvention wurde in Deutschland im Jahr 2009 ratifiziert, ist im gleichen Jahr in Kraft getreten und somit bindendes Recht auf Bundesebene.
Allerdings enthält nicht nur die UN-Konvention rechtlich bindende Vorgaben, die von der staatlichen Verwaltung, den Gerichten sowie von der Wirtschaft Deutschlands einzuhalten sind. So unterstellt das deutsche Arbeitsrecht, dass generell ein äquivalenter Austausch von Lohn und Leistung die Basis von Arbeitsverhältnissen bilde. Die Unfähigkeit, eine dem zu zahlenden Arbeitsentgelt entsprechende Leistung zu erbringen, berechtigt im Prinzip in Deutschland Arbeitgeber dazu, das Arbeitsverhältnis durch Kündigung zu lösen. Sozialrechtliche Regelungen können diesen Effekt nur abmildern, aber nicht grundsätzlich aufheben. Kündigungen sind Bestandteil jedes „normalen“ Geschäftsbetriebs auf dem allgemeinen Arbeitsmarkt. Auch von Menschen mit Behinderung wird dort erwartet, dass sie regelmäßig mindestens 50 Prozent der marktüblichen Leistung pro Arbeitsstunde erbringen. Wenn ein Mensch mit Behinderung diese Bedingung nicht erfüllt, legt das zuständige Integrationsamt regelmäßig keinen Einspruch gegen eine Kündigung „wegen Krankheit“ ein, trotz des Minderleistungsausgleichs nach § 27 der Schwerbehinderten-Ausgleichsabgabeverordnung (SchwbAV). Darüber hinaus wird durch das Sozialrecht den meisten Menschen des genannten Personenkreises der Status eines Erwerbsunfähigen zugeschrieben.
In ihrer „Mainzer Erklärung“ forderten 2012 die 17 Beauftragten für Menschen mit Behinderungen des Bundes und der Länder den Bundesgesetzgeber auf, „den Erwerbsfähigkeitsbegriff bei wesentlich behinderten Menschen so [zu] konkretisieren, dass die zuständigen Rehaträger (z. B. die Deutsche Rentenversicherung) verpflichtet werden, die Teilhabe am Arbeitsleben zu fördern und sich nicht auf das Vorliegen einer Erwerbsunfähigkeit berufen können.“ Auch solle, so die Beauftragten, „die Unterscheidung von Leistungen für Schwerbehinderte oder Gleichgestellte gegenüber Menschen mit einer Behinderung bis zu einem Grad von 50 beendet werden. Diese Unterscheidung widerspricht den Anforderungen der UN-Behindertenrechtskonvention.“
Uwe Becker, Präsident der Evangelischen Hochschule Darmstadt, kritisiert, dass Art. 27 der UN-Konvention oft falsch interpretiert werde: Mit dem „gleichen Recht auf Arbeit“ sei „nicht ein denkbar absolutes Recht auf Arbeit gemeint […], sondern lediglich das ‚Recht auf die Möglichkeit‘ einen Arbeitsplatz zu erhalten. Ob und wie sich nun aus dieser Möglichkeit auch die reale Einlösung ergibt, […] darüber entscheiden“, so Becker, „die Gegebenheiten des Arbeitsmarktes.“ Beckers Hinweis auf den Chancencharakter des „gleichen Rechts auf Arbeit“ wird durch die Definition des Begriffs „Inklusiver Arbeitsmarkt“ durch die Europäische Kommission bestätigt: „Arbeitsmärkte sind inklusiv, wenn alle Menschen im erwerbsfähigen Alter, insbesondere gefährdete und benachteiligte Menschen, eine hochwertige, bezahlte Beschäftigung ausüben können.“ Durch die Wahl der Attribute wird deutlich, dass die Europäische Kommission nicht nur Menschen mit Behinderung für exklusionsgefährdet bzw. exkludiert hält.

##### Integration und Inklusion
Auch wenn seit 2009 ein Paradigmenwechsel im Gange ist, wird die gesellschaftliche Situation von solchen Menschen mit Behinderungen, die nicht als „erwerbsunfähig“ markiert sind, noch durch das Integrationsparadigma bestimmt. Ernst von Kardorff und Heike Ohlbrecht wiesen in ihrer 2013 für die Antidiskriminierungsstelle des Bundes erarbeiteten Expertise „Zugang zum allgemeinen Arbeitsmarkt für Menschen mit Behinderungen“ darauf hin, dass traditionell in Deutschland Menschen mit Behinderung als „Minderleister“ betrachtet würden, denen ein erfolgreiches Tätigwerden auf dem ersten Arbeitsmarkt nicht zugetraut werde.
Ziel von Integration ist es für die herkömmliche deutsche Behindertenpolitik, entweder Menschen mit Behinderungen durch gezielte Hilfestellungen zu empowern, (doch) die erwarteten Leistungen zu erbringen, oder durch Beihilfen u. ä. die gefühlte „Zumutung“ für Arbeitgeber abzumildern, dass er „personenbedingte Minderleister“ (neuerdings auch „Leistungsveränderte“ genannt) beschäftigen solle. Für einen Widerwillen vieler Arbeitgeber gegen die Rechtspflicht, Menschen mit Behinderung zu beschäftigen, spricht laut dem Rechtswissenschaftler Franz Josef Düwell, dass es diesen Arbeitgebern nicht „gefalle“, wenn sie auf diese Rechtspflicht hingewiesen würden, mit der Ergänzung, dass eine Verletzung der Pflicht als Ordnungswidrigkeit (durch § 238 SGB IX) mit einem Bußgeld in Höhe von bis zu 10.000 € bestraft werden könne. Die Möglichkeit, ein Bußgeld in derartiger Höhe gegen „Nullbeschäftiger“ zu verhängen, wurde durch das am 12. Mai 2023 verabschiedete Gesetz zur Förderung eines inklusiven Arbeitsmarkts abgeschafft. De facto gibt es seitdem für Arbeitgeber die Möglichkeit, zwischen der Erfüllung der „Behindertenquote“ und der Zahlung der fälligen Ausgleichsabgabe zu wählen.

##### Gesetzliche Regelungen zur beruflichen Qualifizierung
In Deutschland garantiert § 19 SGB III Menschen mit Behinderungen, deren Aussichten, am Arbeitsleben teilzuhaben oder weiter teilzuhaben, wegen Art oder Schwere ihrer Behinderung im Sinne von § 2 Abs. 1 SGB IX nicht nur vorübergehend wesentlich gemindert sind, Hilfen zur Teilhabe am Arbeitsleben, weil der Gesetzgeber davon ausgeht, dass sie diese benötigen. Die gesetzliche Garantie erstreckt sich auch auf Menschen mit Lernbehinderungen und auf Menschen, denen eine Behinderung droht. Anderen Gruppen garantiert der Staat keine Erstausbildung oder andere Form der beruflichen Qualifikation.
Das vom Institut der deutschen Wirtschaft herausgegebene „Lexikon zur beruflichen Teilhabe“ führt als von Regelungen über die Erstausbildung besonders betroffene Gruppe „Schulabgängerinnen und Schulabgänger aus Förder- oder Sonderschulen“ an, „die keinen regulären Ausbildungsplatz finden“.
Das Konzept der Unterstützten Beschäftigung (Supported Employment) wurde Ende der 1970er- und Anfang der 1980er-Jahre in den USA entwickelt. Es hat sich mittlerweile in vielen Ländern der Welt als neuer Ansatz der beruflichen Rehabilitation etabliert.
Unterstützte Beschäftigung wurde zunächst für Menschen mit Lernschwierigkeiten, also mit einer sogenannten Lernbehinderung oder geistigen Behinderung entwickelt. Das Konzept wurde aber zusehends auf andere Menschen mit Behinderung oder von Behinderung bedrohte Menschen ausgedehnt, die de facto ohne massive Förderung keine Chancen auf dem allgemeinen Arbeitsmarkt hatten. Ein zentraler Grundsatz der ursprünglichen Konzeption der Unterstützten Beschäftigung lautet: „Erst platzieren, dann qualifizieren“.
Der Begriff wurde 2008 in Deutschland von Bundespolitikern aufgegriffen. Vor der Einführung des Bundesteilhabegesetzes ab 2017 waren seit dem 22. Dezember 2008 entsprechende Regelungen in § 38a SGB IX enthalten. Am 22. Dezember 2008 trat das „Gesetz zur Einführung Unterstützter Beschäftigung“ in Kraft. Zentrales Element war der „Unterstützte Beschäftigung“ betitelte § 38a SGB IX, dessen Inhalt im Zuge der Reform des Bundesteilhabegesetzes durch den neuen § 55 SGB IX übernommen wurde.
Wichtigste Maßnahme der durch diese Maßnahme geregelte „Unterstützte Beschäftigung“ ist die Individuelle betriebliche Qualifizierung (InbeQ). Sie wird in Betrieben des allgemeinen Arbeitsmarktes durchgeführt und von einem Qualifizierungstrainer bzw. Jobcoach (Personalschlüssel 1:5) unterstützt. Die Maßnahme dauert in der Regel 24 Monate, kann aber unter bestimmten Bedingungen um weitere 12 Monate verlängert werden. Nach der Maßnahme besteht, wenn erforderlich, ein Rechtsanspruch gegenüber den Integrationsämtern auf weitere Berufsbegleitung. In den Jahren 2009–2012 wurden knapp 6.500 Teilnehmerplätze von der Agentur für Arbeit ausgeschrieben.
Die Maßnahme richtet sich insbesondere an Menschen mit Behinderung, bei denen zwar keine Berufsausbildung erreichbar scheint, die aber mit der entsprechenden Unterstützung in einem sozialversicherungspflichtigen Arbeitsverhältnis auf dem allgemeinen Arbeitsmarkt arbeiten können und so nicht auf eine Werkstatt für behinderte Menschen (WfbM) angewiesen sind. In „fachlichen Weisungen“ der Bundesagentur für Arbeit zu § 55 SGB IX vom Oktober 2021 ist zu lesen, dass eine „Individuelle betriebliche Qualifizierung“ insbesondere solchen Personen angeboten werde, die
- Menschen mit Lernbehinderungen im Grenzbereich zur geistigen Behinderung,
- Menschen mit geistigen Behinderungen im Grenzbereich zur Lernbehinderung,
- Menschen mit einer psychischen Beeinträchtigung und / oder Verhaltensauffälligkeiten […] seien.

Die BA betonte noch 2021, dass zur Zielgruppe „nicht Menschen mit Behinderungen [zählen], die werkstattbedürftig im Sinne des § 219 SGB IX sind.“ Der genannte Paragraph bestimmt, dass der „Übergang geeigneter Personen auf den allgemeinen Arbeitsmarkt“ gefördert werden solle. Ob jemand (nicht) „werkstattbedürftig“ ist, wird durch eine „Eignungsabklärung“ durch Experten festgestellt. Denn laut § 112 SGB III ist bei Maßnahmen zur Teilhabe am Arbeitsleben generell „die berufliche Eignung abzuklären oder eine Arbeitserprobung durchzuführen.“ Dies geschieht überwiegend mit Hilfe von Verfahren wie der „Diagnose der Arbeitsmarktfähigkeit (DIA-AM)“. Eine über eine Erstausbildung (s. o.) hinausgehende Förderung durch Maßnahmen der Unterstützten Beschäftigung ist für „werkstattbedürftige Personen“ nicht vorgesehen.
Dass Teilnehmer an InbeQ-Maßnahmen nicht Arbeitnehmer auf dem allgemeinen Arbeitsmarkt seien, stellte das Bundesministerium für Arbeit und Soziales auf Anfrage klar: „Rehabilitanden der Maßnahme UB (InbeQ) sind weder Arbeitnehmer noch Auszubildende und nicht andere zu ihrer beruflichen Bildung Eingestellte. Die Maßnahme UB ist keine Ausbildung im Sinne des § 1 BBiG (Berufsbildungsgesetz) und es besteht kein persönliches Abhängigkeitsverhältnis im sonst definierten Sinne.“ Auch in anderen Quellen ist von der Aufnahme einer sozialversicherungspflichtigen Beschäftigung als Ziel die Rede, das durch die Qualifizierung noch erreicht werden soll. Während der Dauer der Maßnahme gehörten Teilnehmer an InbeQ-Maßnahmen deshalb nicht zum „Kreis der in die Arbeitslosenversicherung einbezogenen Personen“, weil sie Personen seien, „deren Leistungsfähigkeit an der Grenze zur Werkstattbedürftigkeit liegt und bei denen durch die Maßnahme gerade geklärt werden soll, ob sie auf dem allgemeinen Arbeitsmarkt erwerbstätig sein können“.
Ob der Leitsatz: „Erst platzieren, dann qualifizieren“ in diesem Sinn verstanden werden darf, ist fraglich. Erst die Feststellung, dass Inklusionsbetriebe Teil des allgemeinen Arbeitsmarkts seien (erkennbar an der Streichung der Pflicht, Beschäftigte in Inklusionsbetrieben auf den ersten Arbeitsmarkt zu vermitteln, in der bis zum 11. Mai 2023 gültigen Fassung des § 216 SGB IX), wird diesem Grundsatz zweifelsfrei gerecht.

##### Teilhabe am Arbeitsleben als Rehabilitation
Ein Merkblatt der Bundesagentur für Arbeit macht deutlich, wie sie „Teilhabe am Arbeitsleben“ versteht: „Leistungen zur Teilhabe am Arbeitsleben werden für Menschen mit Behinderungen erbracht, um ihre Erwerbsfähigkeit herzustellen, zu erhalten, zu verbessern oder wiederherzustellen. Ziel ist, eine Teilhabe am Arbeitsleben auf Dauer zu ermöglichen.“ Demnach setzt eine Teilhabe am Arbeitsleben auf Dauer Erwerbsfähigkeit voraus. Die Bundesagentur für Arbeit ist im deutschen Sozialversicherungssystem der Rehabilitationsträger, der für diejenigen Rehabilitanden zuständig ist, die weniger als 15 Jahre sozialversicherungspflichtig gearbeitet haben. Neben unterhaltssichernden und ergänzenden Leistungen erbringt sie auch Leistungen zur Teilhabe am Arbeitsleben.
In deutschen Texten zum Thema „Teilhabe am Arbeitsleben“ wird dieser Begriff generell zumeist im Zusammenhang mit „Leistungen zur Teilhabe am Arbeitsleben“ benutzt. Dabei geht es im Wesentlichen um Maßnahmen der beruflichen Rehabilitation von Menschen, die infolge einer Erkrankung oder eines Unfalls zu Menschen mit Behinderung geworden sind. Diese sollen befähigt werden, dem „Schicksal“ dauerhafter Erwerbsunfähigkeit zu entgehen und sich (wieder) in die in Abschnitt 5.1. und vor allem 5.2 genannten Gruppen einzugliedern. Im Idealfall entwickelt sich durch medizinische und berufliche Rehabilitationsmaßnahmen eine „drohende Behinderung“ im Sinne von § 2 Absatz 1 SGB IX von vornherein nicht zu einer tatsächlichen Behinderung. Im Zentrum der „Leistungen zur Teilhabe am Arbeitsleben“ steht die Bemühung, dass der behinderte Empfänger der Leistung für den allgemeinen Arbeitsmarkt „fit gemacht“ werden soll.

##### Legitimation von Werkstätten für behinderte Menschen
Der Großteil derjenigen nicht-erwerbsfähigen Menschen mit Behinderung, die einer regelmäßigen Tätigkeit ohne Arbeitnehmer-Status nachgehen, besucht Werkstätten für Menschen mit Behinderung. Statistiken belegen, dass die Zahl von Menschen mit Behinderung in Sondereinrichtungen nicht abnimmt.
Eine zentrale Rolle spielt der im SGB III fixierte leistungsrechtliche Anspruch auf „Teilhabe am Arbeitsleben“ (§ 19 Abs. 1 SGB III). Der Begriff Teilhabe bedeutet laut Uwe Becker lediglich eine relativ fragile Partizipation an der Arbeitswelt, die weder als „Nicht-Arbeit“ noch als „richtige Arbeit“ inklusive aller arbeitsrechtlichen und aller gesetzlichen Grundlagen (z. B. Mindestlohn) bezeichnet werden kann. „Die Werkstätten sind also einem Zwischenraum vergleichbar: Dem Status der Arbeitslosigkeit entronnen, sind diese Menschen in einem Vorhof des Arbeitsmarktes tätig, dem sie gleichzeitig nicht wirklich angehören, den sie allenfalls touchieren oder dem sie nur suggestiv — zum Beispiel in Form von Außenarbeitsplätzen — angehören.“
Beschäftigte in einer WfbM erhalten bislang deshalb keinen Mindestlohn, weil sie als arbeitnehmerähnliche Personen, nicht aber als Arbeitnehmer gelten. Ihre Tätigkeit muss zwar laut § 219 Abs. 2 SGB IX „wirtschaftlich verwertbar“ sein. Die Tätigkeit in einer WfbM findet jedoch nicht im Rahmen eines „Arbeitsverhältnisses“ statt. Denn ein „Arbeitsverhältnis liegt […] erst dann vor, wenn der Hauptzweck der Beschäftigung das Erbringen der wirtschaftlich verwertbaren Leistung ist, und nicht die Ermöglichung einer angemessenen Beschäftigung im Vordergrund des Aufenthaltes in der Werkstatt steht.“ Allerdings forderte der Bundestag in demselben Jahr die Bundesregierung auf, „innerhalb von vier Jahren zu prüfen, wie ein transparentes, nachhaltiges und zukunftsfähiges Entgeltsystem entwickelt werden kann“. Damit gaben bereits Angehörige der die Große Koalition tragenden Parteien den Anstoß zu einer umfassenden Werkstattreform. Einen im Auftrag des Bundesministeriums für Arbeit und Soziales erarbeiteten Zwischenbericht „Studie zu einem transparenten, nachhaltigen und zukunftsfähigen Entgeltsystem für Menschen mit Behinderungen in Werkstätten für behinderte Menschen und deren Perspektiven auf dem allgemeinen Arbeitsmarkt“ legten das Institut für Sozialforschung und Gesellschaftspolitik (ISG) und das Institut für angewandte Sozialwissenschaft (infas) in Zusammenarbeit mit Arnold Pracht und Felix Welti im Juni 2021 dem BMAS vor. Im September 2022 folgte ein zweiter Zwischenbericht.
Hintergrund des Bundestagsappells an die Bundesregierung ist der Umstand, dass der „Ausschuss für die Rechte von Menschen mit Behinderungen“ der UN am 15. Mai 2015 in seinem „ersten Staatenbericht“ über die Verhältnisse in Deutschland festgestellt hatte, „dass segregierte Werkstätten für behinderte Menschen weder auf den Übergang zum allgemeinen Arbeitsmarkt vorbereiten noch diesen Übergang fördern.“ Daher hatte der Ausschuss dem Konventions-Vertragsstaat Deutschland „die schrittweise Abschaffung der Werkstätten für behinderte Menschen durch sofort durchsetzbare Ausstiegsstrategien und Zeitpläne sowie durch Anreize für die Beschäftigung bei öffentlichen und privaten Arbeitgebern im allgemeinen Arbeitsmarkt“ empfohlen. Die Bundesagentur für Arbeit hingegen operierte noch 2021 mit der Kategorie der „Werkstattbedürftigkeit“.
Das arbeitgebernahe Portal „arbeitsrecht.org“ bewertete 2019 die Forderung des UN-Menschenrechtsausschusses nach einer schnellen Abschaffung aller WfbM in Deutschland als „weltfremd“. Eine „schnelle Abschaffung“ der WfbM werde „wohl eher zu Massenarbeitslosigkeit der heute dort Beschäftigten führen“. Denn zu einem wesentlichen Merkmal des ersten Arbeitsmarkts gehöre es, dass auf ihm (im Prinzip) jeder als „Arbeitnehmer“ geltende unselbstständig Erwerbstätige arbeitslos werden können müsse.
Auf die Unterstellung, Werkstätten für behinderte Menschen dürfe es allein deshalb schon nicht geben, weil diese in Art. 27 der UN-Konvention nicht erwähnt würden, reagierte 2017 die Deutsche Vereinigung für Rehabilitation: „Werkstätten für behinderte Menschen sind ein fester Bestandteil der Leistungen zur Teilhabe am Arbeitsleben in Deutschland. Sie sind eine sozialrechtliche Errungenschaft, stellen sie doch die Möglichkeit sicher, dass Menschen mit Behinderungen, „die nicht, noch nicht oder noch nicht wieder“ (§ 41 und § 58 SGB IX n. F.) einer Arbeit unter den Bedingungen des allgemeinen Arbeitsmarktes nachkommen können, die Möglichkeit bekommen, eine Beschäftigung auszuüben.“ Auf einem Treffen von Beauftragten ihrer Bundestagsfraktionen für Belange von Menschen mit Behinderung, von Vertretern von Einrichtungen der Behindertenhilfe sowie von Werkstatträten am 17. Februar 2023 waren sich alle Teilnehmer einig, dass kein Verantwortung Tragender in Deutschland die Werkstatt für behinderte Menschen als Institution abschaffen wolle, da dies dem erklärten Willen derjenigen widerspreche, die in dieser Einrichtung verbleiben wollen.
Die Bundesregierung der Großen Koalition stellte im April 2016 fest, dass sie „[h]insichtlich der Forderung des UN-Fachausschusses[,] Fehlanreize zu beseitigen, die Menschen mit Behinderungen am Eintritt oder Übergang in den allgemeinen Arbeitsmarkt hindern, […] derzeit keinen Handlungsbedarf“ sehe. Die Bundesregierung sei der Ansicht, „dass Werkstätten für behinderte Menschen (WfbM) als Anbieter von Leistungen zur Teilhabe am Arbeitsleben weiterhin ihren Platz“ hätten. Die These, dass es in Sachen WfbM „keinen Handlungsbedarf“ gebe, bekräftigte die „Landesarbeitsgemeinschaft Berlin der Werkstätten für behinderte Menschen e. V.“ im Januar 2023 mit der Aussage: „Werkstätten sind Teil des allgemeinen Arbeitsmarktes. Je nach individuellen Bedürfnissen ermöglichen sie Teilhabe innerhalb und außerhalb der Werkstatt“. Die Ansicht, dass Werkstätten für behinderte Menschen Teil des allgemeinen Arbeitsmarkts seien, vertrat am 17. Februar 2023 auf dem oben erwähnten Treffen zum Thema „Neufassung der Werkstattgesetzgebung“ auch Wolfram Giese, Referent für die Behinderten- und Teilhabepolitik der CDU/CSU-Bundestagsfraktion. Corinna Rüffer, Beauftragte von Bündnis 90/Die Grünen, wies darauf hin, dass der in frühen Fassungen des Entwurfs des von der Ampel-Koalition initiierten Gesetzes zur Förderung eines inklusiven Arbeitsmarkts zu findende Satz, Werkstätten seien Teil des inklusiven Arbeitsmarkts, frühzeitig gestrichen worden sei. Denn wenn Werkstätten schon 2023 als Teil des inklusiven Arbeitsmarktes gälten, dann wäre der Handlungsdruck nicht hoch, den man für die notwendige Weiterentwicklung brauche.

##### Situation seit dem Regierungswechsel 2021
Die 17 Beauftragten des Bundes und der Länder für Menschen mit Behinderungen stellten im November 2022 in ihrer „Erfurter Erklärung für einen inklusiven Arbeitsmarkt 2030“ fest, dass „der Auftrag der Werkstätten aus § 219 SGB IX, den Übergang auf den allgemeinen Arbeitsmarkt zu fördern, bei einer Übertrittsquote von unter einem Prozent seit Jahrzehnten zu selten gelingt und deshalb als weitestgehend gescheitert angesehen wird“. Die Behindertenbeauftragten forderten Vertreter der Werkstätten und von Inklusionsbetrieben auf, „bis spätestens 2025 […] ein Konzept mit konkreten Schritten zu erarbeiten, um die Inklusionsbetriebe zu wichtigen Orten der betrieblichen Ausbildung und Beschäftigung von Menschen auf dem allgemeinen Arbeitsmarkt zu entwickeln“.
Am 22. Dezember 2022 setzte die Bundesregierung der Ampelkoalition das Gesetzgebungsverfahren für ihr Gesetz zur Förderung eines inklusiven Arbeitsmarkts in Gang. Am 14. November bezog die „Caritas Behindertenhilfe und Psychiatrie e. V. (CBP)“ zu dem Referentenentwurf zu diesem Gesetz Stellung. Die CBP begrüßt, dass die Institution des Budgets für Arbeit als Mittel, sich aus der WfbM herauszuarbeiten, gestärkt werde, erinnert aber daran, „dass in der Praxis nur wenige Menschen mit Behinderung die Leistungen des Budgets für Arbeit in Anspruch nehmen.“ Liegt nämlich „dem Budgetnehmer ein konkretes Beschäftigungsangebot auf dem allgemeinen Arbeitsmarkt vor, kann er einen Antrag beim zuständigen Leistungsträger stellen. Die Angebote der Arbeitgeber sind aber bundesweit überschaubar. Die bisherige Praxis zeigt, dass die Angebote der Arbeitgeber ausbleiben und die Vermittlung der Arbeitsstellen nur unzureichend durch die Bundesagentur erfolgt, zumal für die Bewilligung von Leistungen der Träger der Eingliederungshilfe zuständig ist. Wenn es zu einem Arbeitsvertrag und damit zu einem Budget für Arbeit kommt, bleibt der Budgetnehmer dauerhaft voll erwerbsgemindert und daher „Rehabilitand“ im Sinne der Eingliederungshilfe. Dies bedeutet, dass er ein uneingeschränktes Rückkehrrecht in die WfbM besitzt. Dieses Rückkehrrecht kann sogar de facto zur Rückkehrpflicht werden. Denn die Budgetnehmer sind zwar in der gesetzlichen Rentenversicherung, der gesetzlichen Krankenversicherung und der sozialen Pflegeversicherung versicherungspflichtig, aber nicht in der gesetzlichen Arbeitslosenversicherung.“ Menschen mit Behinderung, die die Voraussetzungen für eine Werkstattbeschäftigung nach § 58 SGB IX erfüllen, haben trotz des Budgets für Arbeit weiterhin strukturell keinen Zugang zu Leistungen, die Menschen mit Behinderung im Status der Erwerbsfähigkeit nach [§ 49 bis § 51] SGB IX und nach [§ 112 bis § 114], [§ 88 bis § 92] SGB III zustehen. Durch die fehlende Anknüpfung der Regelung des § 50 SGB IX (Leistungen an Arbeitgeber) zu den Regelungen nach [§ 60 und § 61] werden Menschen mit Behinderung mit dem „Werkstattstatus“ laut der CBP strukturell benachteiligt. An den beschriebenen Zusammenhängen werde sich allein durch die neuen Bestimmungen des Gesetzesentwurfs der Ampelkoalition kaum etwas ändern.
Am 17. Februar 2023 beklagte sich ein 43-jähriges Mitglied eines Werkstattrats auf dem oben erwähnten Treffen, die Bundesagentur für Arbeit habe sich geweigert, eine Maßnahme nach § 55 SGB IX zu bewilligen, da er „zu alt“ sei, um den Versuch einer Nachqualifikation zu starten. Die Anwesenden bedauerten einhellig, dass Entscheidungsträger in Deutschland auch im Jahr 2023 noch nicht die im SGB IX garantierten Prinzipien der Personenzentrierung und des Wunsch- und Wahlrechts von Menschen mit Behinderung ernst genug nähmen.
Einigkeit bestand auf dem Treffen am 17. Februar 2023 darüber, dass der Themenbereich „Arbeit“ des Bundesteilhabegesetzes dringend nachgebessert werden müsse. Das betreffe insbesondere das Budget für Arbeit. Weil auf Außenarbeitsplätze delegierte Beschäftigte von Werkstätten für behinderte Menschen, aber auch andere Empfänger des Budgets für Arbeit nicht arbeitslosenversichert seien, seien sie in der Zeit der COVID-19-Pandemie nicht zum Bezug von Kurzarbeitergeld berechtigt gewesen. Daher sei es dringend geboten, dass dieser Personenkreis auch in der Arbeitslosenversicherung versichert werde. Generell müsse die Bedeutung der Grenze zwischen als „erwerbsfähig“ und als „nicht erwerbsfähig“ Geltenden abgemildert werden, wie auch die Bedeutung der Grenze zwischen schwerbehinderten und nicht schwerbehinderten Hilfebedürftigen.
Uneinigkeit bestand unter den Teilnehmern der Tagung am 17. Februar 2023 über das Thema „Qualifizierungsmaßnahmen“ für Personen, die bereits in einer Werkstatt für behinderte Menschen tätig sind bzw. bei denen eine solche Tätigkeit bevorsteht oder bevorstehen könnte. Takis Mehmet Ali (SPD) erwies sich als Verfechter des Ausbildungsansatzes, den er auch für Menschen mit geistiger Behinderung für zielführend hielt: „Wir wollen, dass dieser Personenkreis stärker berücksichtigt wird, z. B. von den IHKs.“ Auch Berufsschulen müssen sich darauf vorbereiten, Teilzeitausbildungen und modularisierte Ausbildungen anzubieten, Unternehmen müssten verstehen, dass manche Menschen für die Ausbildung länger brauchten. 

Der Leiter eines Inklusionsunternehmens widersprach diesem Ansatz: „Es reicht nicht […], wenn wir für Menschen mit geistiger Behinderung die bestehende Ausbildung anders verpacken und kleiner machen. Wie brauchen für sie eine ganz neue Form der Ausbildung, praxisorientiert und sehr fokussiert, wo die Theorievermittlung auf die Praxis abzielt.“ Das Ziel sei ein guter Berufseinstieg. Das duale Ausbildungssystem sei für viele eine Überforderung. Damit zeigte er sich skeptisch gegenüber der Absicht, mit Hilfe des seit dem 1. Januar 2020 geltenden Budgets für Ausbildung vielen kognitiv beeinträchtigten Menschen zu einem Berufsabschluss verhelfen zu wollen.

Ein anderer Tagungsteilnehmer betonte, der entscheidende Punkt für eine gelingende Vermittlung in den Arbeitsmarkt sei nicht die Vorabqualifikation, sondern die Einarbeitung in die Tätigkeit vor Ort, ein Jobcoaching nach dem Prinzip Place und Train. Um Inklusion in Arbeit zu erreichen, müsse es, wie im Entwicklungslabor gefordert, Jobcoachs geben, die das Heft des Handelns in die Hand nähmen. Diese Möglichkeit müsse für alle Leistungsberechtigten erreichbar und gesetzlich garantiert sein.
Auf einem Treffen am 7. November 2022, an dem ca. 200 Mitglieder von Werkstatträten in Deutschland teilnahmen, berichteten die teilnehmenden Werkstatträte, dass „etwa 30 Prozent der Werkstattbeschäftigten […] sich eine Arbeit auf dem allgemeinen Arbeitsmarkt gut vorstellen“ könnten. Gefordert wurden auch „richtige Ausbildungsberufe in Werkstätten, die den Übergang auf den allgemeinen Arbeitsmarkt erleichtern.“

##### Alternative Wege zur Erfüllung des Teilhabegebots
In § 19 Abs. 1 SGB III wird deutlich, dass der Gesetzgeber gelegentlich Personen in Regelungen für Menschen mit Behinderung einbezieht, die nicht zum engeren Kreis derjenigen gehören, die in anderen Zusammenhängen als „behindert“ oder „schwerbehindert“ eingestuft werden. Für Menschen, die in dem genannten Paragraphen als „lernbehindert“ bezeichnet werden, kommt eine Ausbildung zum Fachpraktiker in Frage. Der Ausbildungsgang ist laut § 66 BBiG und § 42r des „Gesetzes zur Ordnung des Handwerks (Handwerksordnung)“ an reguläre Ausbildungsgänge angelehnt. Insbesondere Leistungsanforderungen für das Bestehen der theoretischen Prüfung sind deutlich reduziert.
Auf der „teilhabepolitischen Fachtagung“ der Gewerkschaft ver.di wurde im November 2016 die Forderung vertreten, dass „arbeitsfeldbezogene Weiterbildungen“ in sogenannten Anlerntätigkeiten für Menschen mit Behinderung geöffnet werden müssten.
Auf einer Konferenz, an der am 7. November 2022 ca. 200 Mitglieder von Werkstatträten in Deutschland teilnahmen, forderten die Räte „richtige Ausbildungsberufe in Werkstätten“ als Voraussetzung für eine Tätigkeit als zumindest teilqualifizierte Arbeitskraft mit Chancen auf Beschäftigung auf dem allgemeinen Arbeitsmarkt.
Besonders weit vom Ziel der Teilhabe am Arbeitsmarkt sind de facto neben Beschäftigten in Werkstätten für behinderte Menschen auch Langzeitarbeitslose entfernt, zu denen im Kontext des SGB II nur Menschen gehören, die als erwerbsfähig gelten und sich deshalb als „Arbeitssuchende“ registrieren lassen können. Durch die neueste Fassung (vom 1. Januar 2023) des 2019 in Kraft getretenen Teilhabechancengesetzes bestimmen z. B. die Absätze 3 und 4 in § 16i SGB II, dass als „sehr lange arbeitslos“ Menschen ohne anerkannte Behinderung dann gelten sollen, wenn sie mindestens sechs Jahre innerhalb von sieben Jahren arbeitssuchend waren, hingegen Menschen mit anerkannter Behinderung dann, wenn diese Bedingung auf sie mindestens fünf Jahre innerhalb von sechs Jahren lang zutraf.
Hier wird von dem Prinzip abgewichen, dass es für die Förderung von Menschen mit Behinderung ganz andere Rechtsgrundlagen geben solle als für die Förderung von Menschen ohne Behinderung. Hintergrund ist die Ähnlichkeit von Problemlagen bei Menschen, die „arbeitsmarktfern“ (geworden) sind. Vergleichbar sind vor allem die psychischen und sozialen Folgen langer Arbeitslosigkeitsphasen sowie die Verringerung der Beschäftigungsfähigkeit als Folge zunehmenden Alters, auch bei Menschen ohne anerkannte Schwerbehinderung. Auch funktioniert die Rolle einer chronischen Krankheit als „Vermittlungshindernis“ in der Praxis ähnlich wie die des „Vermittlungshindernisses Behinderung“.

#### Österreich
In Österreich wurde im Jahr 2008 die UN-Behindertenrechtskonvention ratifiziert. Die österreichische Regierung ging bei der Unterzeichnung des Abkommens davon aus, dass die in der Konvention festgelegten Rechte inhaltlich bereits vor der Unterzeichnung in der österreichischen Rechtsordnung verankert gewesen seien. Der erste Staatenbericht des „Ausschusses für die Rechte von Menschen mit Behinderungen“ bestätigte im Herbst 2010 diese Einschätzung. Allerdings kritisierte er, dass die Realität der Menschen mit Behinderungen der gesetzlichen Vorgaben nicht entspreche. Dies hatte die Erstellung des Ersten nationalen Aktionsplans zur Folge, der die Leitlinien für die österreichische Behindertenpolitik der Jahre 2011–2020 beinhaltet. Kritiker attestierten dem Ersten NAP, dass sich an der Praxis der österreichischen Behindertenpolitik bis Anfang 2022 wenig geändert habe. Im Juli 2022 wurde der Zweite Nationale Aktionsplan für die Jahre 2022–2030 veröffentlicht.
Obwohl der Staatenbericht darauf hinweist, dass der allgemeine Arbeitsmarkt in Österreich grundsätzlich für alle Menschen offen sein soll, gibt es in der österreichischen Arbeitswelt – ähnlich wie in Deutschland – zwei Klassen von Menschen mit Behinderung: die (z. T. eingeschränkt) erwerbsfähigen und die für erwerbsunfähig erklärten Personen. Für eine erwerbsfähige Person mit einer Leistungsfähigkeit von mehr als 50 Prozent eines durchschnittlichen Arbeitnehmers ohne Behinderung gelten die gleichen Rechte wie für Arbeitnehmer ohne Behinderung, auch wenn das nur durch Unterstützungsleistungen möglich ist. Erfüllen Menschen mit Behinderungen dieses Kriterium nicht, werden sie – wie in Deutschland – als erwerbsunfähig eingestuft und gelten de facto als „für den allgemeinen Arbeitsmarkt ungeeignet“. Laut Franz Wolfmayr, dessen Kritik auch auf die Verhältnisse in Deutschland anwendbar ist, widerspricht diese Diskriminierung der UN-Konvention, da sie eine große Gruppe von Menschen gesetzlich vom Arbeitsmarkt fernhält. Für Menschen mit Behinderungen, die als erwerbsfähig eingestuft werden, gibt es in Österreich eine breite Palette von unterstützenden Maßnahmen. Eine, die als besonders erfolgreich gilt, ist die Quotenregelung, die auf das Behindertengleichstellungsgesetz zurückzuführen ist. Arbeitgeber sind dadurch dazu verpflichtet, pro 25 Dienstnehmer einen Arbeitnehmer mit Behinderung einzustellen. Wenn Arbeitgeber dem nicht nachkommen, müssen sie eine monatliche Ausgleichstaxe bezahlen, die dem Ausgleichstaxfonds zukommt. Zudem gibt es in Österreich eine Gruppe begünstigter Menschen mit Behinderungen. Dazu zählen zum Beispiel Jugendliche unter 19 Jahren, Menschen, die einen Rollstuhl benutzen und in Ausbildung sind und blinde Menschen. Menschen dieser Personengruppe werden auf die Quotenregelung doppelt angerechnet. Solange sich diese Menschen in Ausbildung befinden, erhalten Arbeitgeber außerdem eine Prämie in Höhe der Ausgleichstaxe. Zusätzlich gibt es diverse finanzielle Unterstützungsleistungen, die von Arbeitnehmer mit Behinderungen bzw. deren Arbeitgeber beantragt werden können. Ein weiteres wesentliches Element der Unterstützung der Beschäftigungsfähigkeit von Menschen mit Behinderung ist in Österreich die sogenannte Begleitende Hilfe im Arbeitsleben. Diese umfasst zum Beispiel Arbeitsassistenz und Berufsausbildungsassistenz, Persönliche Assistenz, Technische Ausstattung des Arbeitsplatzes, Jobcoaching und Clearing. Trotz der Rechte der UN-Konvention werden Maßnahmen, die die Teilhabe von Menschen mit Behinderung sichern sollen, von der österreichischen Bundesregierung aufgrund von Sparmaßnahmen und des ökonomischen Legitimationsdrucks (Bestehen einer Schuldenbremse) oftmals nicht umgesetzt.
Das Oberösterreichische Chancengleichheitsgesetz hat das Ziel, dass Menschen mit Beeinträchtigungen, eben diese Beeinträchtigungen überwinden können. Basis sollen die Prinzipien Selbstbestimmung und Mitbestimmung dabei bilden. Hierbei inkludiert das Gesetz auch ein Recht auf Unterstützung für Menschen mit psychischen Beeinträchtigungen. Der § 11 Abs. 1 Oö. Chancengleichheitsgesetz (ChG) hält fest, dass für Menschen mit Beeinträchtigungen Maßnahmen der Arbeit und fähigkeitsorientierte Aktivitäten zu leisten sind, um ihnen einen angemessenen Arbeitsplatz zu ermöglichen und die Erhaltung und Weiterentwicklung ihrer Fähigkeiten durch entsprechende Aktivitäten zu sichern.
Für Menschen mit Beeinträchtigungen gibt es unterschiedliche Beschäftigungsangebote. Die berufliche Qualifizierung hat laut § 7 Z 5 Oö. Chancengleichheitsgesetz zum Ziel, Menschen die aufgrund ihrer Beeinträchtigungen keine Möglichkeit haben eine Lehre oder andere Berufsausbildungen zu absolvieren, eine Grundqualifikation zu vermitteln, um anschließend eine Integration in den allgemeinen Arbeitsmarkt zu erreichen. Vordergründig sind hierbei die Eingliederung und die Erreichung eines dauerhaften Dienstverhältnisses auf dem Ersten Arbeitsmarkt. In Oberösterreich wird die berufliche Qualifizierung von den Einrichtungen Caritas für Menschen mit Behinderung, Lebenshilfe OÖ, Miteinander GmbH, FAB und dem OÖ Zivil-Invalidenverband an mehreren Standorten angeboten.
Die Geschützte Arbeit bietet Menschen mit Beeinträchtigungen die Möglichkeit, eine Erwerbsarbeit im Rahmen eines geschützten Arbeitsplatzes in einem Betrieb des allgemeinen Arbeitsmarktes (Supported Employment/Arbeitsbegleitung) oder in einer Geschützten Werkstätte, auszuüben. Supported Employment wird durch das Sozialministeriumsservice bereitgestellt. Das Netzwerk Berufliche Assistenz (NEBA), bietet unterschiedliche Unterstützungsformen, unter anderem Jobcoaching, Jugendcoaching oder auch Berufsausbildungsassistenz an. Die Mitarbeiter mit Beeinträchtigungen sind im Rahmen der Geschützten Arbeit sozialversicherungsrechtlich abgesichert und erhalten für ihre Tätigkeit ein entsprechendes Entgelt. Die Fähigkeitsorientierte Aktivität bietet die Teilnahme und Mitwirkung an einem Arbeitsprozess sowie am Leben in der Gemeinschaft und schafft eine organisierte Tagesstruktur mit vielfältigen Tätigkeitsfeldern, welche den Fähigkeiten der Menschen mit Beeinträchtigungen entsprechen und als sinnvoll empfunden werden. Dieses tagesstrukturierende Angebot wird in eigenen Einrichtungen, oder – zur sozialen Integration auch außerhalb einer eigenen Einrichtung – in Form der Integrativen Beschäftigung in Wirtschaftsbetrieben, Vereinen, öffentlichen Einrichtungen usw. ermöglicht. Aufbauend auf dem Willen, den Interessen, den Fähigkeiten und den Bedürfnissen der Klienten werden gemeinsam mit ihnen Ziele entwickelt, diese umgesetzt, regelmäßig reflektiert und weiterentwickelt. Die Arbeitsassistenz ist eine Beratung, Begleitung und Unterstützung von Menschen mit Beeinträchtigungen bei beruflichen Angelegenheiten durch Arbeitsassistenten. Das Ziel ist die Integration am allgemeinen Arbeitsmarkt bzw. die Erhaltung eines gefährdeten Arbeitsplatzes. Neben der Beratung und Betreuung hält die Arbeitsassistenz auch Kontakt mit Behörden, fördernden Stellen und anderen Kooperationspartnern, sowie bei Bedarf auch mit medizinischen Institutionen. Integrative Betriebe bieten für Menschen mit Beeinträchtigungen eine weitere Möglichkeit der Beschäftigung am freien Arbeitsmarkt. Sie beschäftigen begünstigte Behinderte. Die Entlohnung der Mitarbeiter erfolgt kollektivvertraglich. Die Aufnahme orientiert sich an einer Leistungsfähigkeit von 50 Prozent einer „Normalleistung“. Vom Bundessozialamt und/oder vom Arbeitsmarktservice werden Beschäftigungsprojekte und Qualifizierungsprojekte zur Integration am ersten Arbeitsmarkt z. B. Berufsorientierung, Anlehre usw. angeboten.
Im Oktober 2017 wurde im Nationalrat ein Inklusionspaket beschlossen, in dem die Stärkung der beruflichen Teilhabe und die Weiterentwicklung und Weiterführung der bestehenden Angebote für Menschen mit Behinderungen auch in Zukunft im Zentrum der Behindertenpolitik festgeschrieben wurde. Die allgemeine Erwerbsquote lag im Jahr 2018 bei 77,1 Prozent, während 55,9 Prozent der Menschen mit Behinderungen im erwerbsfähigen Alter erwerbstätig bzw. arbeitssuchend waren.
Menschen mit Behinderungen wird durch Erwerbstätigkeit und dem damit verbundenen Einkommen ein selbstbestimmtes Leben ermöglicht und so der Abhängigkeit von Dritten entgegengewirkt. Arbeit bedeutet nach Kühn und Rüter Leistungsfähigkeit und lenkt dabei bei Menschen mit Behinderungen den Blick vom Defizit ab. Das Arbeitsmarktservice Österreich empfiehlt Unternehmen, Menschen mit Behinderungen einzustellen, da diese spezifisches Knowhow, ausgeprägte Talente und frischen Wind in Unternehmen bringen. Durch die Tätigkeiten, denen die Menschen am Arbeitsplatz nachgehen, sichern sie sich die Möglichkeit zur persönlichen Entfaltung und Selbstverwirklichung und sind in der Lage soziale Kontakte zu knüpfen. Der Österreichische Behindertenrat, der Dachverband Selbstbestimmt Leben Österreich – SLIÖ, der Dachverband berufliche Integration Austria – dabei-austria, die Behindertenanwaltschaft und andere Behindertenorganisationen haben sich zusammengeschlossen und in einem gemeinsamen Prozess Vorschläge für einen inklusiven Arbeitsmarkt erarbeitet. Diese Vorschläge zielen darauf ab, allen Menschen mit Behinderungen die Möglichkeit zu geben, zu arbeiten und damit Erwerbseinkommen zu erzielen. Auf myAbility.jobs können Arbeitgeber gezielt Stellen für Menschen mit Behinderung ausschreiben. Durch die Entwicklung ihrer Identität können Menschen mit Behinderungen durch Erwerbstätigkeit ihren Platz in der Gesellschaft finden. Jasna Puskaric, Geschäftsführerin der WAG Assistenzgenossenschaft, hat als Ziel für das Jahr 2022 formuliert: Eine bedarfsgerechte Regelung für persönliche Assistenz in ganz Österreich. Dieser Schritt soll zu mehr Selbstbestimmung für Menschen mit Behinderung führen. Im Maßnahmenpaket des Bundesministeriums für Soziales, Gesundheit, Pflege und Konsumentenschutz, welches eine Kombination aus neuen unternehmenszentrierten wie auch personenzentrierten Angeboten sowie einen bedarfsgerechten Ausbau bestehender Angebote vorsieht, nennt dies als Ziel, welches schrittweise umgesetzt werden soll.
Die größte Hürde für mehr Inklusion ist laut Gregor Demblin, dem Co-Gründer der inklusiven Unternehmensberatung und Jobplattform myAbility, die „Barriere in den Köpfen“ von Entscheidern. Vor allem die vorurteilshafte Behauptung, dass Menschen mit Behinderung generell weniger leistungsfähig seien und durch ihren angeblich lückenlosen Kündigungsschutz zu einer Belastung für Arbeitgeber würden, sind laut Demblin weit verbreitet. Tatsächlich haben in Österreich Menschen mit Behinderungen laut dem Bundesministerium für Soziales, Gesundheit, Pflege und Konsumentenschutz im Sinne des Disability Mainstreaming einen Zugang zu allen Maßnahmen der allgemeinen Arbeitsmarktpolitik und auch auf entsprechende Unterstützung.

#### Schweiz
Der Begriff „Integration“ hat in der Schweiz in sozial- und auch migrationspolitischen Debatten eine hohe Priorität. Dabei steht das Individuum und dessen „Problem“, über keine existenzsichernde Erwerbsarbeit zu verfügen, im Fokus. Nach Adam Schwarz und Bernadett Wüthrich führt dies dazu, dass mehr Anstrengung vom Individuum erwartet wird, um den (Wieder-)Einstieg in das Arbeitsleben zu erreichen. Diese Anstrengungen werden vom sozialen Sicherungssystem zwar unterstützt, aber auch sanktioniert.
Aus Sorge die Schweiz könnte dazu gezwungen werden, Menschen mit Behinderung mehr Leistungen als bisher zuzugestehen, wurde die UN-Behindertenrechtskonvention erst im Jahr 2014 ratifiziert. Neben der Ratifizierung der UN-Behindertenrechtskonvention hält die schweizerische Bundesverfassung in Art. 8 Abs. 2 das Diskriminierungsverbot von Menschen mit einer geistigen oder psychischen Behinderung explizit fest, allerdings nur soweit es sich um staatliche Arbeitsverhältnisse auf Bundes-, Kantons- oder Gemeindeebene handelt. Ähnlich verhält es sich mit dem Behindertengleichstellungsgesetz, welches ausschließlich auf den Bund als Arbeitgeber, nicht aber auf die Kantone, Gemeinden oder die Privatwirtschaft angewendet werden kann. Anpassungen, um die Lücke hinsichtlich der privatrechtlichen Arbeitsverhältnisse zu schließen, sind noch nicht vorgesehen. Laut einer Publikation des Bundesamtes für Statistik aus dem Jahr 2012 sind in der Schweiz rund 600.000 Personen im Alter von 15–64 Jahren von einer Behinderung betroffen. Von diesen 600.000 Personen beschreiben sich nach eigenen Angaben 150.000 als stark eingeschränkt bei Tätigkeiten des normalen Alltagslebens. Eine Untersuchung zur Beschäftigungssituation von Menschen mit Behinderung zeigte, dass in der Schweiz 8 Prozent der Arbeitsplätze aus Sicht der Arbeitgeber für Menschen mit Behinderung geeignet wären. Tatsächlich sind in der Praxis aber nur 0,8 Prozent der Arbeitsplätze von Menschen mit Behinderungen besetzt. 2004 ist das Bundesgesetz über die Beseitigung von Benachteiligung von Menschen mit Behinderung in Kraft getreten, wodurch auch in der Politik ein Paradigmenwechsel von der Integration zur Inklusion eingeleitet wurde. Wobei der Bereich der Erwerbsarbeit darin kaum berücksichtigt wird. Eine Verpflichtung der Arbeitgeberseite in Bezug auf die Anstellung von Menschen mit Behinderungen ist die Schweiz nicht gegeben. insieme Schweiz ist die Dachorganisation der Elternvereine für Menschen mit einer geistigen Behinderung und unterstützt 50 regionale und kantonale Unterorganisationen in der ganzen Schweiz. Die Selbsthilfeorganisation hat über 8600 Mitglieder. Das Ziel von insieme ist klar: Der erste Arbeitsmarkt muss für alle zugänglich sein. Um auf dem ersten Arbeitsmarkt arbeiten zu können, sind Menschen mit kognitiver Beeinträchtigung auf Arbeitsplätze mit Tätigkeiten angewiesen, die an ihre beruflichen Fähigkeiten angepasst sind. Viele Jobs mit einfachen Tätigkeiten sind in der Schweizer Wirtschaft in den letzten Jahrzehnten verschwunden. In manchen Branchen wie in der Landwirtschaft, im Gastgewerbe, in der Hauswirtschaft oder in der Verwaltung gibt es sie aber nach wie vor. Die Erfahrung zeigt, dass maßgeschneiderte Jobs, die einfache Arbeitsabläufe bündeln, für ein Unternehmen interessant und gewinnbringend sein können. Auf ein individuelles Aufgabenprofil, konstante Betreuung und den Rückhalt im Team ist dabei zu achten. Auch Personalverleih ist ein Modell, das Arbeitnehmer mit kognitiver Beeinträchtigung und Arbeitgeber zusammenbringen kann.

### International
In Brasilien sind Unternehmen mit mehr als 1001 Mitarbeitern dazu verpflichtet, fünf Prozent ihrer Stellen mit geistig oder körperlich Behinderten zu besetzen. Diese Quote wird aber häufig nicht erfüllt und man zahlt als Ersatz eine jährliche Strafe.
In Japan gehen ca. 500.000 Menschen mit Behinderung einer Beschäftigung nach. Nach einer vom Arbeitsministerium in Japan durchgeführten Umfrage aus dem Jahr 2018 berichten viele über Schwierigkeiten, die Arbeit mit den Herausforderungen der Behinderung in Einklang zu bringen. So gaben ca. 37 Prozent der Befragten an, dass ihnen fehlende Urlaubstage und keine flexiblen Arbeitszeiten Probleme bereiten. Ein fehlendes Verständnis und fehlende Unterstützung von Vorgesetzten und Mitarbeitern wurde von ca. 30 Prozent als Problem angegeben. Für Menschen mit einer geistigen Behinderung existieren in Japan nur sehr wenige Arbeitswerkstätten.
In Schweden sollen Arbeitsagenturen dabei behilflich sein, eine für die individuelle Arbeitsfähigkeit passende Arbeitsstelle zu finden. Um das Ziel einer hohen Beschäftigungsrate von Menschen mit Behinderung zu erreichen, werden unterschiedliche aktivierende Arbeitsmarktmaßnahmen eingesetzt. Die Maßnahmen und Programme gelten für alle Personen mit Behinderungen und verminderter Arbeitsfähigkeit. Unterscheidungen hinsichtlich der Behinderungsart werden nicht getroffen, es steht das Individuum im Vordergrund. Diese Maßnahmen besitzen Priorität gegenüber reinen kompensationsorientierten Geldleistungen, die den Einkommensverlust ausgleichen sollen. Die Arbeitsagenturen sind von der Regierung beauftragt, alle zwei Jahre eine Untersuchung zur Situation von Menschen mit Behinderungen auf dem Arbeitsmarkt durchführen zu lassen. Laut der Organisation for Economic Co-operation and Development investiert der schwedische Staat etwa 14 % aller arbeitsmarktbezogenen Ausgaben für Menschen mit Behinderungen in die Finanzierung von aktivierenden Beschäftigungsprogrammen für diese Personengruppe.
In der italienischen Gesetzgebung ist festgeschrieben, dass die Gleichberechtigung von Menschen mit Behinderung in allen Bereichen des öffentlichen und privaten Lebens zu sichern und im Alltag zu praktizieren ist. Dazu gehört auch die Teilhabe am Arbeitsleben. Der italienische Gesetzgeber verpflichtet Unternehmen mit 15 und mehr Beschäftigten, Menschen mit Behinderung einzustellen. Um die Beschäftigung von Menschen mit Behinderung zu fördern, sieht der Gesetzgeber eine Reihe von finanziellen Beiträgen vor. Dazu gehören Beiträge für die Anstellung von Menschen mit Beeinträchtigungen oder auch finanzielle Hilfen bei den anfallenden Mehrkosten für die Anpassung des Arbeitsplatzes an die Bedürfnisse der Mitarbeiter mit Behinderung. Evelyn Kirchmaier, Geschäftsführerin des Unternehmens Markas mit Sitz in Bozen, sieht die staatlichen Regelungen einerseits als Auflage, andererseits auch als große Chance. Ohne die Hilfe von Vermittlungsstellen ist die Einstellung von Menschen mit Behinderung am freien Markt kaum zu bewältigen. Laut Peter Rubner, Präsident der Rubner-Gruppe in Kiens, widersprechen sich die Bestimmungen zur Arbeitssicherheit und die gesetzliche Pflicht zur Integration.
In Portugal müssen Arbeitgeber, die nicht mindestens 1 % ihrer Arbeitsplätze mit Menschen mit Behinderung besetzen, seit dem 1. Februar 2023 ein Strafgeld in Höhe von bis zu 250.000 € zahlen.
Einer Studie über Behinderung aus dem Jahre 2002 zufolge gehören in der Türkei nur etwa ein Fünftel der Menschen mit Behinderung zur Erwerbsbevölkerung (21,7 %). In der türkischen Gesetzgebung bestehen Vorschriften gegen Diskriminierung am Arbeitsmarkt. Das Gesetz schreibt außerdem eine Quote vor, die von Organisationen im öffentlichen Sektor mit mehr als fünfzig Mitarbeitern verlangt, dass 4 % ihrer Arbeitskräfte Menschen mit Behinderung sein müssen. Für den privaten Sektor beträgt diese Zahl 3 %. Der Zweck dieser Quote ist es, die Beschäftigung von Menschen mit Behinderung zu erhöhen. Der Staat setzt jedoch die Beschäftigungsquoten nicht durch. Arbeitgeber, die sich nicht an geltendes Recht halten, müssen ein Bußgeld bezahlen. Einer Studie der TUIK aus dem Jahre 2002 zufolge waren 53,45 % der Menschen mit Behinderung mit körperlichen, Seh-, Hör- und Sprachbeeinträchtigungen bzw. geistiger Behinderung nicht vom System der sozialen Sicherung abgedeckt.
In der Russischen Föderation ist schon seit langem durch die Gesetzgebung festgelegt, welche Garantien und Vergünstigungen für Arbeitnehmer mit Behinderungen vorgesehen sind, und die Arbeitgeber sind durch die Festsetzung von Quoten (einschließlich Bußgeldern bei Nichteinhaltung) verpflichtet, Menschen mit Behinderung einzustellen. Wenn die Gesamtanzahl der Arbeitnehmer 100 Personen überschreitet, müssen 2 bis 4 Prozent der Mitarbeiter Menschen mit Behinderung sein. Für Unternehmen mit einer durchschnittlichen Arbeitnehmeranzahl von 35 bis höchstens 100 Personen kann eine Quote von bis zu 3 Prozent festgelegt werden. Dies entscheidet jedes Föderationssubjekt selbst. In der Stadt Moskau gibt es keine Quote für Unternehmen mit unter 100 Mitarbeitern.
Die Vereinten Nationen schätzen, dass in Afrika 80 Millionen Menschen mit einer Behinderung leben. Menschen mit Behinderung sind schlecht in Afrikas Gesellschaften integriert. Es werden nur ca. 8 % der äthiopischen Kinder mit Behinderung eingeschult und finden später auch einen Arbeitsplatz. Laut Melaku Tekle, Leiter des Ethiopian Center for Disability and Development, kurz ECDD, gelten Behinderungen in Afrika als eine Strafe Gottes und viele Eltern schämen sich. Tekle und seine ca. 70 Mitarbeiter versuchen, äthiopische Behörden, Ministerien, Bildungseinrichtungen und Firmen für die Bedürfnisse von Menschen mit Behinderung zu sensibilisieren. In einer Regierungserklärung von 2008 ist niedergeschrieben, dass jeder Arbeitgeber verantwortlich dafür ist, geeignete Arbeits- und Ausbildungsbedingungen für Personen mit Behinderung zu schaffen. In der Praxis ist die äthiopische Gesellschaft von Inklusion jedoch weit entfernt. In einem Firmennetzwerk, das ECDD gegründet hat, machen in ganz Äthiopien nur 40 Unternehmen mit.

## Umgang mit (vermeintlichen) Minderleistungen und mit Erwerbsunfähigkeit

### Nur vermeintlich „Unproduktive“
Die Bundesagentur für Arbeit führte 2022 als Argument für die Neueinstellung arbeitsloser Menschen mit Behinderung an, dass schwerbehinderte Arbeitslose im Durchschnitt formal etwas höher qualifiziert sind als nicht-schwerbehinderte Arbeitslose. In der Studie wurde allerdings nicht geprüft, inwieweit die Betroffenen ihre formale Qualifikation trotz Behinderung auch umsetzen können. Diesbezüglich gehen solche Arbeitgeber geringere Risiken ein, die die Methode der „internen Rekrutierung“ bevorzugen.
„Mentale Barrieren“ sorgen bei vielen Arbeitgebern in Deutschland dafür, dass sie nur zögerlich Menschen mit Behinderungen neu einstellen. Menschen mit körperlichen oder geistigen Behinderungen wird von Arbeitgebern häufig eine verminderte Produktivität unterstellt. Eine Umfrage des „Instituts für Arbeitsmarkt- und Berufsforschung“ im Jahr 2020 ergab, dass jeweils große Minderheiten auf die Frage: „Welche Erfahrungen hat Ihr Betrieb/Ihre Verwaltungsstätte mit schwerbehinderten Personen im Vergleich zu Personen ohne Schwerbehinderung seit ihrer Einstellung gemacht?“ die Antworten: „niedrigere Leistungsfähigkeit“ (33 %) und „niedrigere Belastbarkeit“ (42 %) angab. Allerdings zeigt die Befragung auch, dass die Mehrheit der Befragten in Menschen mit Behinderung nicht primär „Problemfälle“ sieht. Es finden sich auch Quellen, welche von einer höheren Produktivität der betroffenen Menschen mit Behinderung bei der Verrichtung bestimmter Tätigkeiten berichten.
Im Glossar zu seiner Website „arbeit-inklusiv-bayern.de“ stellt das Bayerische Staatsministerium für Familie, Arbeit und Soziales fest, dass die Kategorien „leistungsgewandelt“ und „schwerbehindert“ keine Synonyme seien. „Eine Schwerbehinderung führt […] nicht zwangsläufig zu einer Leistungswandlung, vor allem dann nicht, wenn die Behinderung keine Auswirkung auf die Arbeitsfähigkeit hat.“
Nach eigenen Angaben setzt sich seit Jahren die Bundesvereinigung der Deutschen Arbeitgeberverbände (BDA) dafür ein, dass das Vorurteil, wonach „behindert gleich leistungsgemindert“ bedeute, in den Köpfen der Personalverantwortlichen in den Mitgliederbetrieben „aufgebrochen“ werde.

### (Teilweise) Erwerbsfähige, die tatsächlich leistungseingeschränkt sind
Das deutsche Schwerbehindertengesetz geht davon aus, dass zwar nicht alle, aber doch viele Menschen mit einer erheblichen Behinderung Mühe haben, die Leistungsvorgaben eines Betriebs, der unter Konkurrenzdruck steht, zu erfüllen.
Sofern ein Mensch mit Behinderung in der Lage ist, die Grenze zur Erwerbsunfähigkeit nicht zu unterschreiten, ist ein Arbeitgeber nicht berechtigt, eine krankheitsbedingte Kündigung gegen ihn auszusprechen.
Im Gegenzug zu den Beeinträchtigungen seines ohne Beschäftigung des Menschen mit Behinderung möglichen wirtschaftlichen Ergebnisses hat der betreffende Arbeitgeber einen Anspruch auf Leistungen aus den Einnahmen der Ausgleichsabgabe und anderen sozialrechtlich begründeten Hilfen des Staates zur Förderung eines inklusiven Arbeitsmarktes.
Um die Belastung des Arbeitgebers gering zu halten und um die Arbeitsproduktivität von Menschen mit Behinderung zu erhöhen, besteht eine Aufgabe von Behindertenbeauftragten darin, die Passung zwischen Fähigkeiten der von einer Behinderung betroffenen Mitarbeiter und den Arbeitsaufgaben herzustellen, indem beispielsweise die zur Verfügung stehenden Arbeitsmittel optimiert werden.

### Als „erwerbsunfähig“ Markierte
In das System der Ausgleichsabgabe sind bislang nicht-erwerbsfähige Menschen mit Behinderung nicht einbezogen. Ungefähr 300.000 von ihnen sind in Werkstätten für behinderte Menschen beschäftigt. Felix Welti schlägt vor, dass dieser bisher außerhalb des Arbeitsmarktes definierte Personenkreis in die Beschäftigungspflicht stärker einbezogen wird. Dafür müssten die Anreiz- und Antriebsfunktionen der Ausgleichsabgabe und der begleitenden Hilfen „neu justiert“ werden.
Die Bundesvereinigung Lebenshilfe forderte in ihrer Stellungnahme zum „Gesetz zur Förderung eines inklusiven Arbeitsmarkts“ die Einführung einer besonderen Quote zur Beschäftigung von Menschen mit Behinderung, die aktuell vor allem in Werkstätten für behinderte Menschen beschäftigt sind, in die Regelungen über die Ausgleichsabgabe. Vor der dritten Beratung des Bundestags über das Gesetz am 20. April 2023 wurde in § 159 Abs. 2 SGB IX ein neuer Absatz 2a eingefügt. Er lautet: „Ein schwerbehinderter Mensch, der unmittelbar vorher in einer Werkstatt für behinderte Menschen oder bei einem anderen Leistungsanbieter beschäftigt war oder ein Budget für Arbeit erhält, wird in den ersten zwei Jahren der Beschäftigung auf zwei Pflichtarbeitsplätze angerechnet“. Durch diese Regelung wird ein Arbeitgeber, der bislang noch nicht 5 % der Arbeitsplätze in seinem Betrieb mit schwerbehinderten Menschen besetzt hat, bei Einstellung eines ehemaligen WfbM-Beschäftigten so entlastet, als ob er zwei neue Arbeitskräfte eingestellt hätte.

## Dokus und Filme
- Arte: Re: Was ist schon normal? Zusammen leben mit und ohne Behinderung. In: Arte. 2021, archiviert vom Original (nicht mehr online verfügbar) am 18. Februar 2022 (Doku vom 18. Februar 2021; 32 min).
- Medienprojekt Wuppertal: Vier Dokumentationen über junge Menschen mit unterschiedlichen Behinderungen Website. 2010.
- Die Zeit, die man Leben nennt, Spielfilm von Sharon von Wietersheim, Deutschland 2008: Ein junger Pianist steht vor dem Durchbruch seiner internationalen Karriere. Nach einem Unfall ist er von der Hüfte ab gelähmt und verfällt in eine Depression.
- Unbehindert arbeiten. Wie Menschen mit Behinderung ihre Berufsziele erreichen, Kurzfilm von Stefan Bohun und Gregor Centner, Österreich 2018: Der Film erzählt von drei Menschen mit Behinderung, die ihren beruflichen Weg gefunden haben.